# Dioscorea ovalifolia
Dioscorea ovalifolia är en enhjärtbladig växtart som beskrevs av Reinhard Gustav Paul Knuth. Dioscorea ovalifolia ingår i släktet Dioscorea och familjen Dioscoreaceae. Inga underarter finns listade i Catalogue of Life.